# ユシャンタン
ユシャンタン （Uchentein）は、フランス、オクシタニー地域圏、アリエージュ県のかつてのコミューン。2017年1月1日にボルド＝シュル＝レズと合併し、コミューン・ヌーヴェル（fr）であるボルド＝ユシャンタンとなった。

## 地理
コミューンはピレネー山脈中央部、クスラン地方に属し、ビロ川谷に位置する。

## 人口統計
| 1962年 | 1968年 | 1975年 | 1982年 | 1990年 | 1999年 | 2006年 | 2011年 |
| ------ | ------ | ------ | ------ | ------ | ------ | ------ | ------ |
| 46     | 38     | 40     | 18     | 21     | 26     | 37     | 23     |

参照元:1999年までEHESS、2004年以降INSEE